# 해밀턴 아카데미컬 FC
해밀턴 아카데미컬 FC(Hamilton Academical Football Club)는 스코틀랜드의 해밀턴에 위치한 축구 클럽이다. 1874년에 지역 학교인 해밀턴 아카데미가 설립하였으며 영국 축구에서 현재 유일하게 남아있는 프로 축구 클럽화된 학교 축구 클럽이다. 2007-08시즌에 스코틀랜드 풋볼 리그 1부에서 승격해서 스코틀랜드 프리미어리그에서 활약했으나, 2010-12시즌을 12위로 마감하며 스코틀랜드 풋볼 리그 1부로 강등당했다. 2011-2011년 시즌 성적은 14승 7무 15패로 4위이다.

## 역대 성적
- 스코틀랜드 컵 준우승

우승 (2): 1910–11, 1934–35
- 스코틀랜드 챌린지 컵

우승 (2): 1991–92, 1992–93
- 스코틀랜드 챌린지 컵 준우승

우승 (1): 2005–06

## 선수 명단

### 현역
- 스티븐 헨드리(2011 ~ 2015, 2023 ~ )
- 다리오 자나타(2022 ~ )

### 역대
틀:해밀턴 아카데미컬 FC 선수 명단